# Arxama
Arxama és un gènere d'arnes de la família Crambidae.

## Taxonomia
- Arxama atralis Hampson, 1897
- Arxama cretacealis Hampson, 1906
- Arxama ochracealis Hampson, 1906
- Arxama subcervinalis Walker, 1866